# 1908 في البرازيل
فيما يلي قوائم الأحداث التي وقعت خلال عام 1908 في البرازيل.

## رياضة
- 1 يناير – بطولة باوليستا 1908 الفائز نادي أتليتيكو بوليستانو.
- 1 يناير – بطولة كاريوكا 1908 الفائز نادي فلومينينسي.

## مواليد

### يناير
- 18 يناير – هومبيرتو روزا رسام برازيلي.

### مارس
- 23 مارس – خوسيه دي كامبوس

### مايو
- 15 مايو – سيلفيو هوفمان مازي لاعب كرة قدم برازيلي.

### يونيو
- 27 يونيو – جواو كيمارايس روزا روائي برازيلي.

### أغسطس
- 25 أغسطس – أوسفالدو فيلوسو دي باروس لاعب كرة قدم برازيلي.

### نوفمبر
- 4 نوفمبر – هيرموغينيس فونسيكا لاعب كرة قدم برازيلي.

## وفيات

### سبتمبر
- 29 سبتمبر – ماشادو ده أسيس (مواليد 1839) كاتب برازيلي.

### أكتوبر
- 18 أكتوبر – إميليا فريتاس (مواليد 1855)
- 22 أكتوبر – أرتور آزيفيدو (مواليد 1855) كاتب برازيلي.